# Oscar Bladh
Oscar Kristian Augustinus Bladh (3. června 1895, Ljungby - 12. října 1973, Stockholm) byl švédský fotograf a průkopník letecké fotografie. S tímto žánrem začal již jako třiadvacetiletý a aktivní byl až do svých sedmdesáti let. Bladh ilustroval knížku Sverige från luften (Švédsko ze vzduchu).

## Životopis
Bladhův letecký zájem vzbudil během dospívání „létající baron“ Carl Cederström, což se v kombinaci se zájmem o fotografii stalo základem jeho pozdější profese leteckého fotografa. Během vojenské služby byl svědomitým fotografem a byl také na čas zaměstnancem AB Aero-Materiel, kde měl za úkol pořizovat letecké fotografie v regionu na severu. Během druhé světové války byla veškerá civilní fotografie ze vzduchu zakázána, ale Bladhovi se podařilo stát se členem leteckých sil a stal se fotografem flotily na F10 v Malmö, kde zůstal až do roku 1945.
Velkolepé letecké snímky Oscara Bladha byly pořízeny pomocí bývalé vojenské ruční fotografické kamery s ohniskovou vzdáleností 250 mm a formátem negativu 13x18 cm. Někdy Bladh visel daleko od letadla, připevněný pouze pásem kolem pasu, aby zachytil pravý úhel svých motivů. Prováděl lety po celém Švédsku. Městská knihovna v Uppsale obsahuje stovky jeho snímků z let 1934–37, 1947 a 1950, všechny s motivy z Uppsaly. Nejrozsáhlejší je však jeho sbírka Stockholmských obrázků. Na více než pěti tisících negativech dokumentoval měnící se město a ilustroval dobu, kdy Stockholmská předměstí během poválečného období rostla. Stockholmské muzeum ve svých sbírkách vlastní celou řadu jeho fotografií.

## Fotografie
Několik příkladů Bladhových fotografií ze vzduchu:

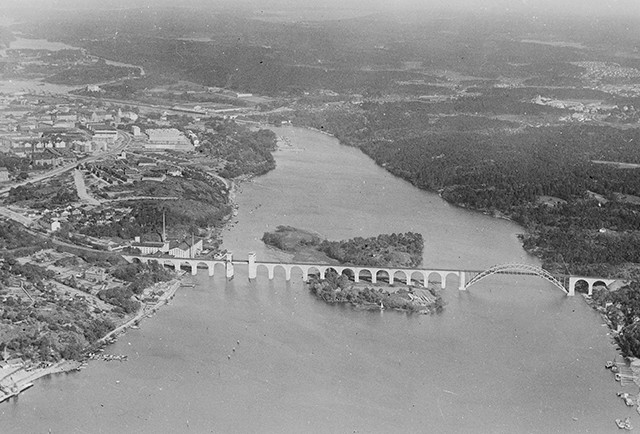
Årstabron, 1930-1940
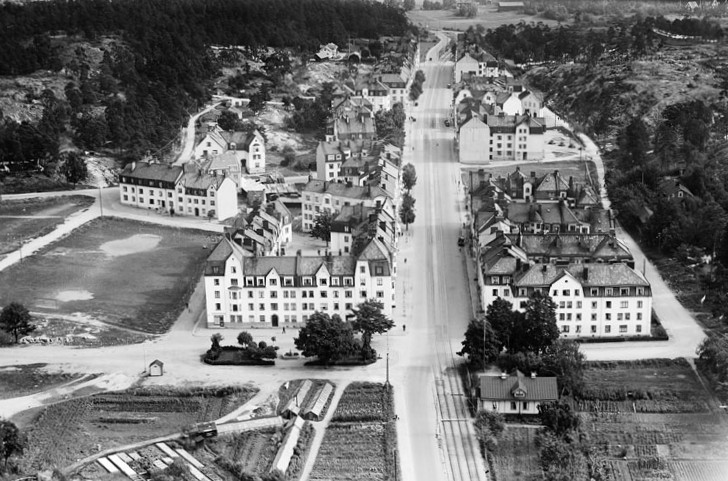
Aspudden, 1932
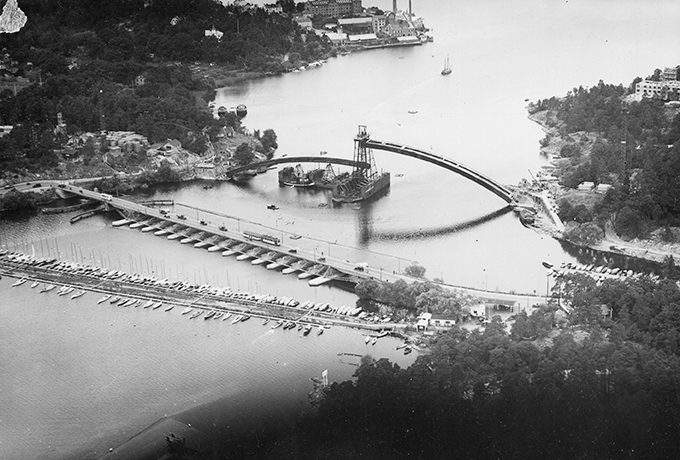
Tranebergsbron, 1932
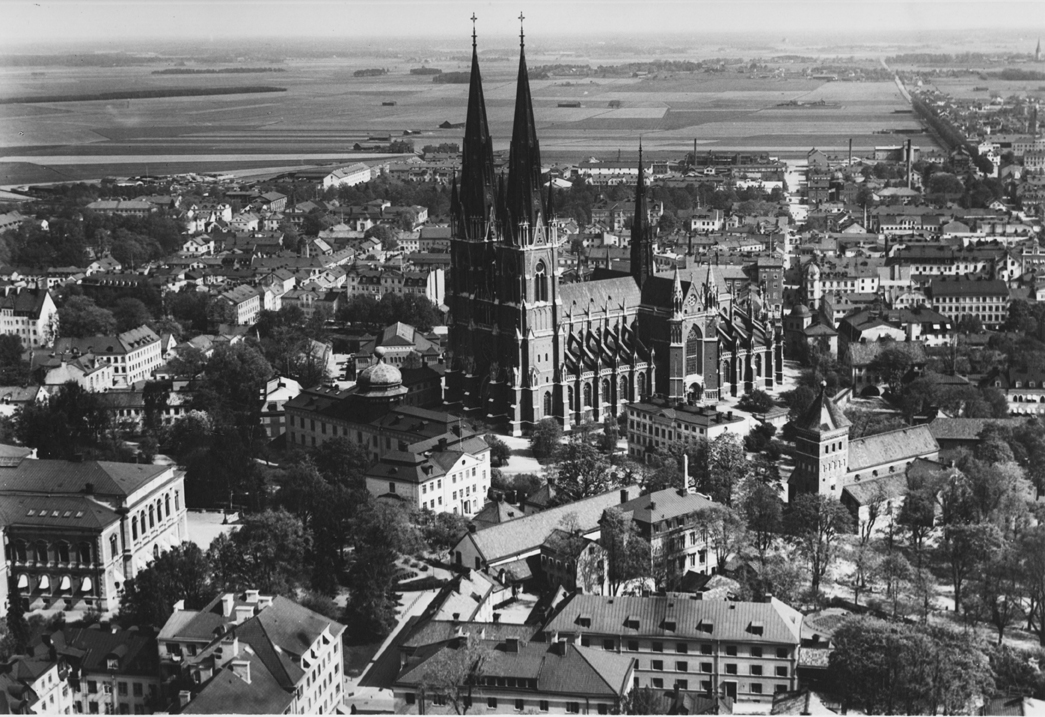
Uppsala, 1940
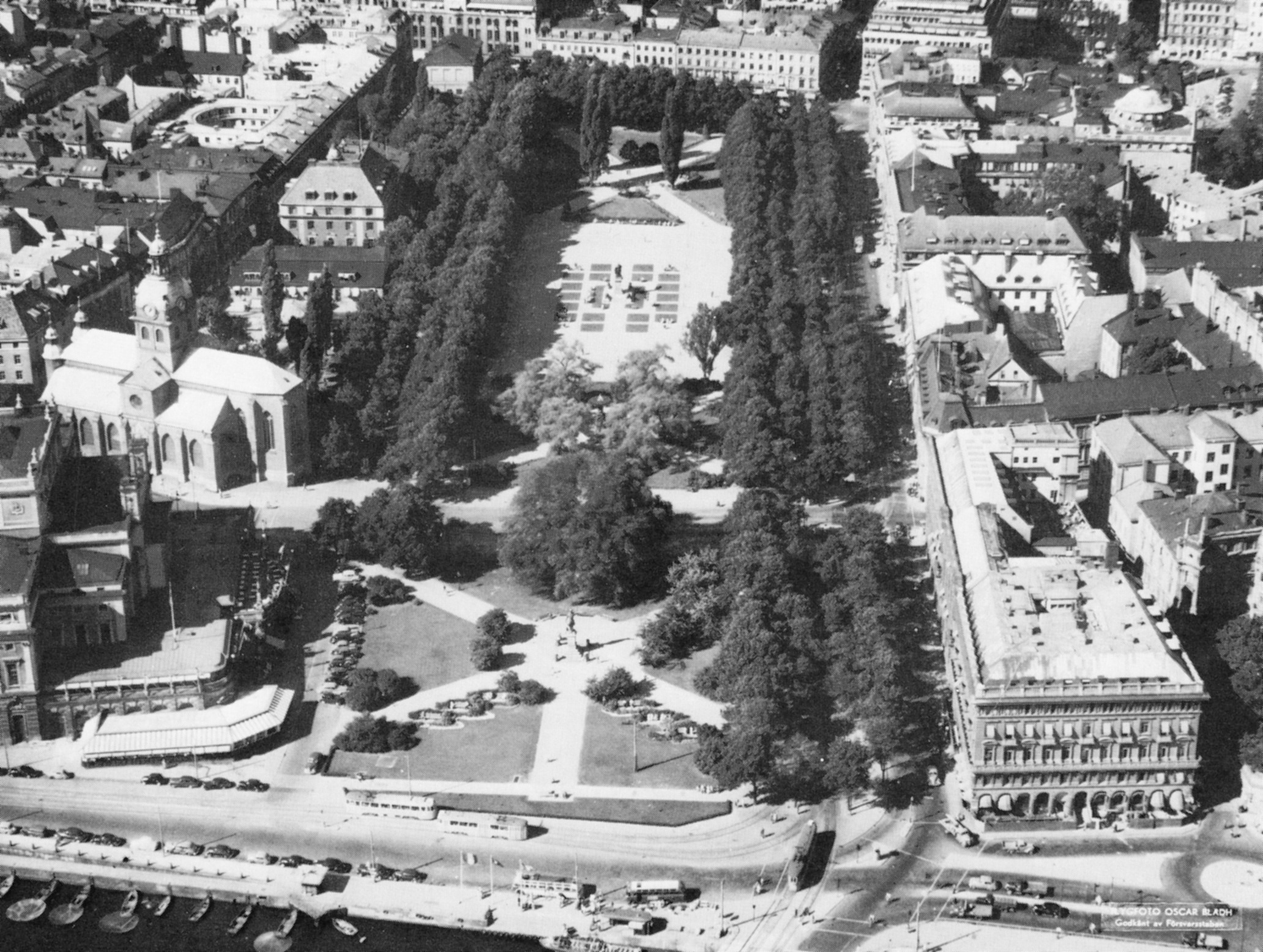
Kungsträdgården, 1950
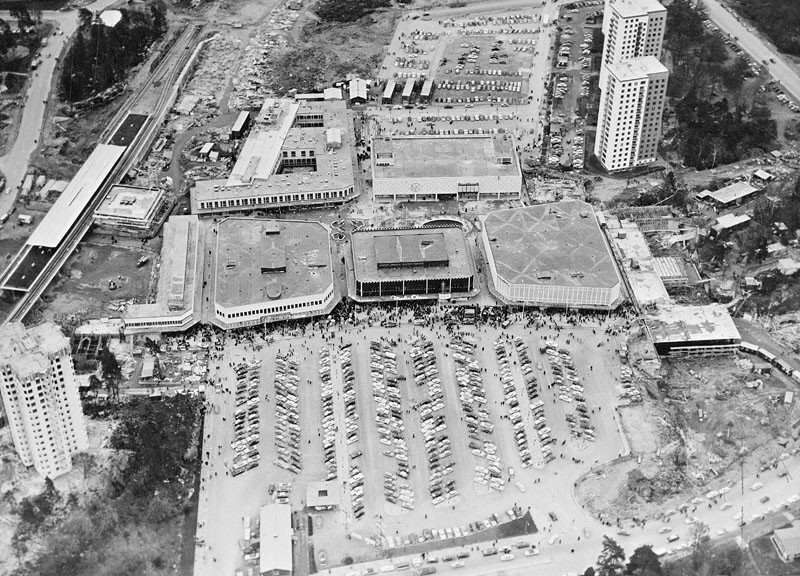
Farsta centrum, 1960
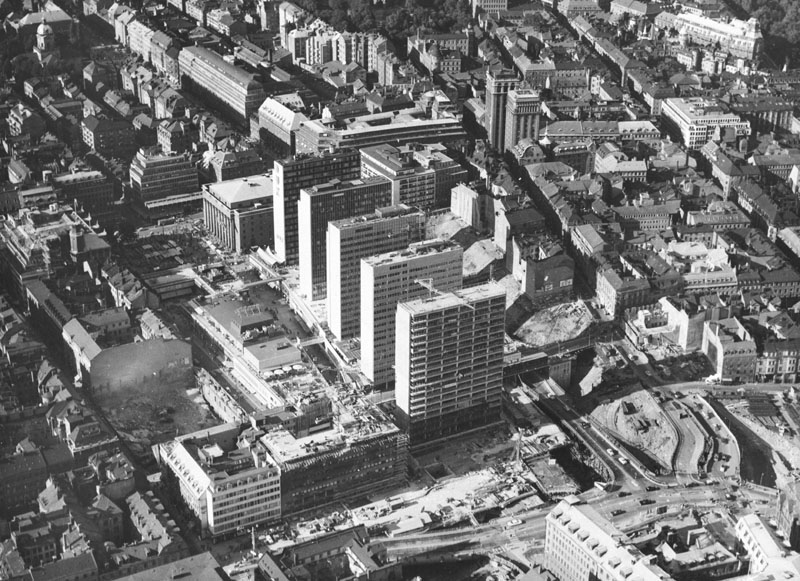
Hötorgscity, 1961
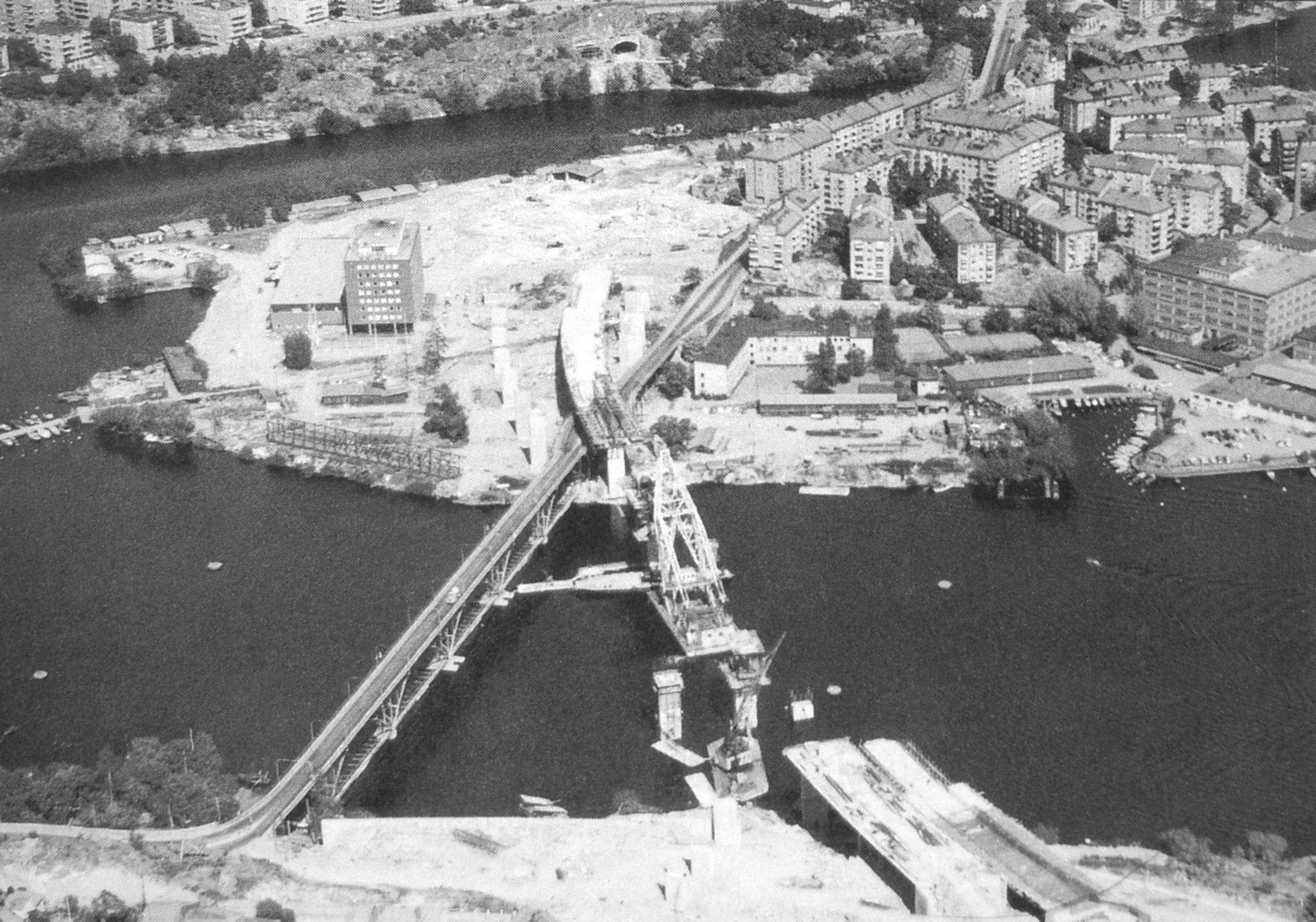
Essingeleden, 1963
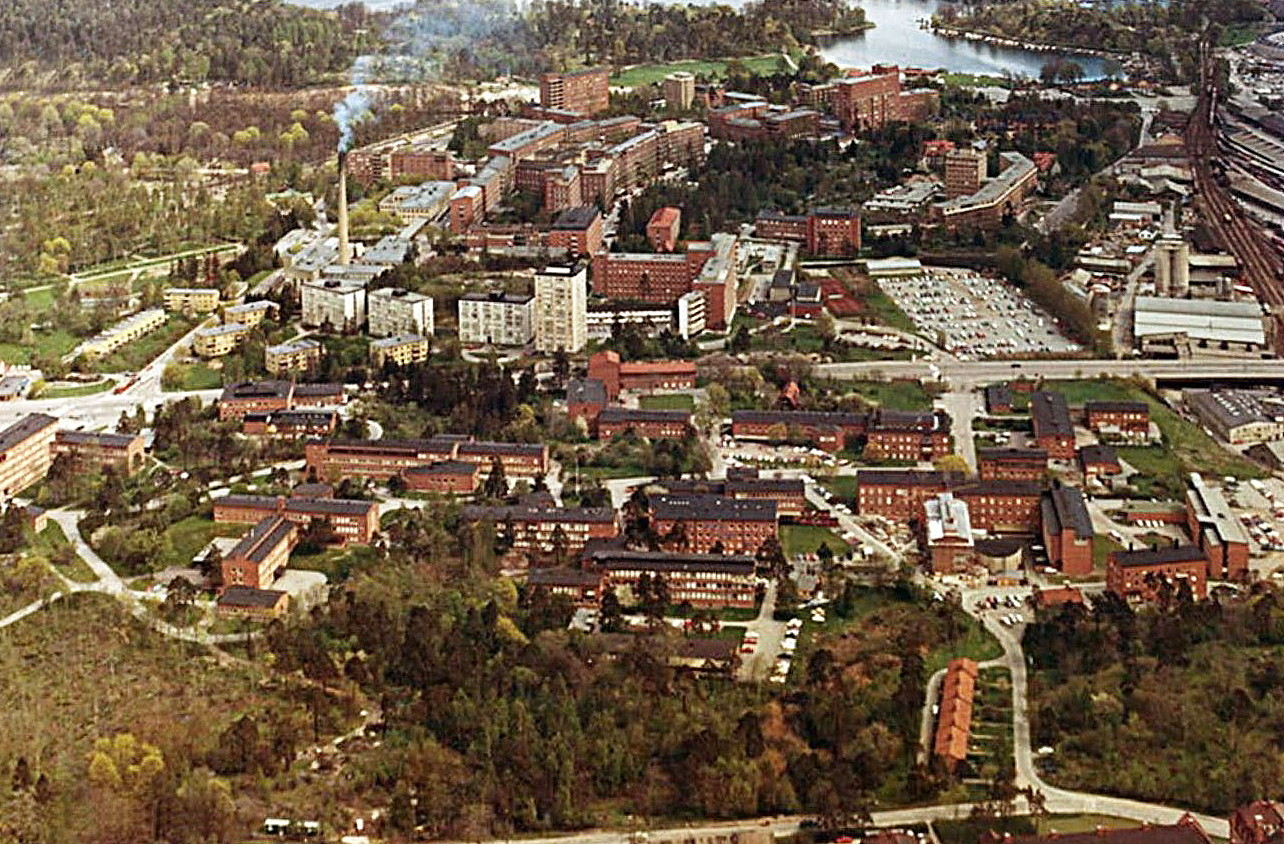
Campus Solna, Karolinska sjukhuset, 1968
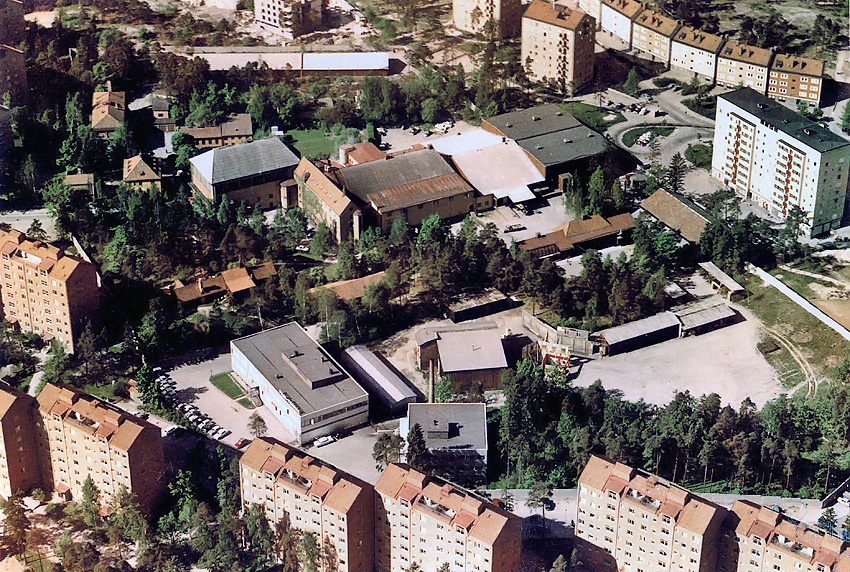
Filmová studia Solna, 1960